# Орден Півмісяця
Орден Півмісяця (фр. Ordre du Croissant) — середньовічний лицарський орден, заснований королем Неаполітанським і Сицилійським Карлом I 1268 року. Був відроджений 1448 року Рене I, королем Єрусалиму, Сицилії та Арагону і Провансу. Відзнака нагороди складалася із золотого півмісяця, вигравіюваного сірим кольором зі словом LOZ, з ланцюжком із 3 золотих петель над півмісяцем.

## Історія
Перший Орден Півмісяця був створений у Мессіні (Сицилія) 1268 року королем Карлом Анжуйським, братом короля Франції Людовіка IX, на згадку про битву на озері Фічіно, на рівнині Тальякоццо, поблизу Аквіли, де він переміг і взяв у полон короля Конрадіна, онука імператора Фрідріха II.
Орденом нагороджувались німецькі лицарі і князі, які допомагали йому в цій війні, а також низка іншим князів, яких Карло хотів долучити до своєї справи як союзників.

Лицарі Ордену повинні були мати в родоводі чотири шляхетські титули за батьківськими лініями.

Орден занепав після смерті короля Карла Анжуйського.
Другий Орден Півмісяця або Прованський Орден Півмісяця було засновано 11 серпня 1448 року в Анже Рене д'Анжуйським королем Провансу, Сицилії та Єрусалиму, на честь Святого Маврикія, у наслідування Ордена Хреста заснованого правителем Провансу, Неаполя і Єрусалиму Люї I Анжуйським.
За статутом — ніхто не міг бути прийнятий або носити Орден Півмісяця «якщо він не був князем, принцом, маркізом, графом, віконтом або не походив зі стародавнього лицарства, а також джентльменом по всіх його чотирьох лініях родоводу, і його особистість (репутація) не була бездоганною». Схожі вимоги шляхетності були в більшості орденів, заснованих у цей період, таких як Золотого Руна та Підв'язки.
Серед членів нового ордену були князь Міланський Франческо Сфорца та граф Водемону Феррі II Лотаринзький.
Тридцять шість лицарів, що утворювали Орден, носили темно-червоний оксамитовий плащ, підбитий білим атласом, білу оксамитову мантію та довгий сюртук такого ж кольору, на правій стороні якого був нашитий золотий півмісяць. На цьому півмісяці було вигравіювано слово LOZ. Давньофранцузьке слово loz («хвала») означало «зростаючи у чеснотах, ми заслуговуємо на похвалу». Лицарі брали на себе зобов'язання взаємодопомоги та вірності Ордену.
Ланцюг ордена складався з трирядного золотого ланцюжка, до якого також підвішувався на трьох золотих ланцюжках золотий півмісяць. Доблесть і щедрість лицарів визнавали за золотими шпильками, які вони носили, що відповідало кількості битв або облог, у яких вони брали участь.
Цей Орден Півмісяця також існував недовго. Чи то Папа Пій II заборонив його буллою близько 1460 року, або за його наступника, призначеного 1464 року, Папи Павла II, ворога Рене Анжуйського. Він поступово згасає протягом наступних 25 років. Остаточно занепав після того, як Прованс став частиною Франції 1486 року.
У пізнішій культурі Орден Півмісяця було проголошено «історичним засновником» братством Лямбда Чі Альфа (Lambda Chi Alpha) в 1912 році як взірець лицарства та християнського милосердя. Також існують легенди про зв'язок ордену зі Святим Граалем і Пріоратом Сіону. Деякі сучасні організації стверджують, що належать до Ордену Півмісяця.